# کوانگولوزمبا، آنگولا
کوانگولوزمبا (به انگلیسی: Cuango-Luzamba (Kwango, Luzamba, Cuango)) شهری در استان لوندای شمالی واقع در کشور آنگولا است که در سال ۲۰۰۹ میلادی ۱۱٬۷۰۹ نفر جمعیت داشته است.